# Plaza de España (Alcoy)
La plaza de España de Alcoy (Alicante), Comunidad Valenciana es uno de los espacios públicos más céntricos y emblemáticos de la ciudad.

## Descripción
El ayuntamiento de Alcoy encargó al arquitecto valenciano Santiago Calatrava la remodelación de la plaza, en la que diseñó una sala subterránea multiusos, la Lonja de San Jorge, que se inauguró en mayo de 1995. 
En esta plaza se hallan algunos de los monumentos más destacados de la ciudad, como el Ayuntamiento de Alcoy, la Lonja de San Jorge obra del arquitecto Santiago Calatrava, la Iglesia de Santa María o el Teatro Calderón. También se accede desde ella a la emblemática plaza de Dins. 
En la plaza, antiguamente denominada plaza de la Constitución, se hallaban dos monumentos hoy en día desaparecidos, el Convento de San Agustín, de estilo gótico valenciano, que fue derribado durante la guerra civil española y el quiosco modernista de Alcoy, una edificación pública de estilo modernista valenciano, obra del arquitecto alcoyano Joaquín Aracil Aznar, también desaparecido.
En la plaza tienen lugar algunos de los actos más importantes de la fiesta de Moros y Cristianos de Alcoy y de la Cabalgata de Reyes Magos de Alcoy.
La mayoría de edificios y monumentos que conforman la plaza son de estilo clásico o academicista y confieren por tanto, un aspecto clásico a la misma.
El perímetro de la plaza es un rectángulo irregular, más estrecha en uno de sus extremos. La plaza es ligeramente más baja y estrecha en la parte de la iglesia de Santa María y más alta y ancha en la parte que da al ayuntamiento de Alcoy, por tanto, se halla ligeramente inclinada.